# یاران (فیلم ۱۳۷۲)
یاران فیلمی به کارگردانی ناصر مهدی‌پور و نویسندگی احمدرضا معتمدی محصول سال ۱۳۷۲ است.

## خلاصه داستان
بهرام، که یک مبارز سیاسی تحصیل کرده خارج از کشور است و در فنون رزمی هم مهارت دارد، توسط پدر همسرش شیرین، که یک تیمسار است، مورد تعقیب قرار می‌گیرد. تیمسار از این که یکی از آشنایانش مبارزی علیه رژیم شاهنشاهی از کار درآمده، ناراحت است و برای اعادهٔ حیثیت می‌خواهد بهرام توسط خود او دستگیر شود. بهرام از خانهٔ دوستش جمال با شیرین تماس می‌گیرد و نشانی خانهٔ جمال را به او می‌دهد. شیرین نزد او می‌رود، غافل از این که زیرنظر بوده و نیروهای امنیتی را با خود به آنجا کشانده است. بین آنها و بهرام و شیرین نبرد درمی‌گیرد و جمال به کمک آنها می‌آید و با اتومبیلش از محل حادثه دورشان می‌کند، تا به یک مراسم عروسی در روستایی کوهستانی بروند. تیمسار این بار با گروه ضربت ویژه رد آنها را پیدا می‌کند و به روستا می‌رود. به دستور او، نیروهای پاسگاه محلی، که نتوانسته‌اند بهرام را بیابند، بازداشت می‌شوند و گروه ضربت نیز سرانجام بهرام، شیرین و جمال را دستگیر می‌کنند. با حملهٔ اهالی روستا آنها می‌گریزند و شیرین دستگیر می‌شود. اهالی روستا به گلوله بسته می‌شوند. عاقبت بهرام و جمال با همکاری نظامیان پاسگاه به پیروزی می‌رسند. جمال کشته می‌شود و هلی کوپتر تیمسار با رگبار گلولهٔ روستاییان سقوط می‌کند و شیرین نجات می‌یابد.

## بازیگران
- جمشید هاشم‌پور
- ایلوش خوشابه
- مهشید افشارزاده
- امراله صابری
- فرهاد دل‌آرا
- علیرضا سهراب‌زاده
- مرجان بهرامی
- علی نظری
- هوشنگ منصورخاکی
- لیلا حسین‌زاده
- احمد معینی
- عباس مختاری
- احمد میررفیعی
- فریبا حکیمی
- لقمان نظیری
- اکبر سنگی
- روح اله حسین‌زاده
- ابوالفتح بابازاده
- علی علوی
- یداله فهیمی
- قدرت‌الله رضازاده
- احمد راد
- اسماعیل پاینده
- غضنفر راوند
- مهدی امیری
- علیرضا فتحی
- محمود تیموری
- یعقوب رجبلو
- داوود اسکندری
- رحیم شمشاد
- امیر اعلایی
- صابر نوحی
- محمد صادق‌پور
- رمضان والدی
- حسین ساعدی
- صفرعلی امیری
- حسین نیکویی
- رضا هدایتی
- یوسف قربانی
- رضا کریمی
- علی فیاضی
- سعید مرادی
- سعید مشهدیان
- حسین صفرلو
- قاسم ماسوله‌ای
- محمدعلی صدقی
- حمیدرضا کرامتی